# Polystachya retusiloba
Polystachya retusiloba är en orkidéart som beskrevs av Victor Samuel Summerhayes. Polystachya retusiloba ingår i släktet Polystachya och familjen orkidéer. Inga underarter finns listade i Catalogue of Life.